# 国立病院機構岩国医療センター
独立行政法人国立病院機構岩国医療センター（どくりつぎょうせいほうじんこくりつびょういんきこういわくにいりょうセンター）は、独立行政法人国立病院機構が山口県岩国市に設置する病院。政策医療におけるがん、循環器病、精神疾患、内分泌・代謝性疾患の専門医療施設である。山口県東部・広島県西部の高度医療・救急医療を担っており、救命救急センター（三次救急）を設けている。また、へき地医療拠点病院として離島医療への支援も行っている。2014年、災害拠点病院に指定。
施設が老朽化したことと、付近の道路渋滞が激しいこともあり、2013年3月24日、愛宕地区に移転した。

## 沿革
（この節の出典）
- 1941年（昭和16年）9月30日 - 山口県岩国市に、呉海軍第二病院として着工。翌年10月1日、岩国海軍病院として開院
- 1945年（昭和20年）12月1日 - 終戦に伴い海軍省から厚生省（現・厚生労働省）に移管、国立岩国病院として発足。
- 1946年（昭和21年）4月1日 - 附属看護婦養成所（現・岩国医療センター附属看護学校）設置
- 1957年（昭和32年）7月1日 - 熊毛郡上関町大字八島に附属八島診療所を開設
- 2004年（平成16年）3月31日 - 附属八島診療所を閉鎖（上関町八島診療所への診療援助に変更）。
- 2004年（平成16年）4月1日 - 独立行政法人国立病院機構へ移管、岩国医療センターへ名称変更
- 2013年（平成25年）3月24日 - 黒磯町から愛宕町に移転

## 診療科
（この節の出典）
- 総合内科
- 消化器内科
- 肝臓内科
- 呼吸器内科
- 循環器内科
- 糖尿病・内分泌内科
- 神経内科
- 血液内科
- 精神科
- 小児科・小児循環器科
- 外科・消化器外科・乳腺外科
- 胸部外科
- 整形外科
- 形成外科
- 脳神経外科
- 心臓血管外科
- 小児外科
- 皮膚科
- 泌尿器科
- 産科・婦人科
- 眼科
- 耳鼻咽喉科
- リハビリテーション科
- 救急科
- 放射線科
- 麻酔科
- 緩和ケア外来、緩和ケア内科
- 病理診断科
- 救命救急センター - 岩国二次医療圏のみならず、広島県西部地域をも含めた広域から、年間1000件を超える三次救急患者を受け入れている[3]。
- 循環器センター
- 周産期母子医療センター - NICU6床、産科病床14床を備えている。

## 医療機関の指定・認定
（下表の出典）
| 保険医療機関                                   | へき地医療拠点病院                                       |
| 小児救急医療拠点病院                           | 労災保険指定医療機関                                     |
| 救命救急センター                               | 指定自立支援医療機関（更生医療）                         |
| 臨床研修病院                                   | 指定自立支援医療機関（育成医療）                         |
| 指定自立支援医療機関（精神通院医療）           | 臨床修練病院                                             |
| 身体障害者福祉法指定医の配置されている医療機関 | がん診療連携拠点病院（国指定）                           |
| エイズ治療拠点病院                             | 生活保護法指定医療機関                                   |
| 特定疾患治療研究事業委託医療機関               | 指定養育医療機関                                         |
| 指定小児慢性特定疾病医療機関                   | 難病の患者に対する医療等に関する法律に基づく指定医療機関 |
| DPC対象病院                                    | 戦傷病者特別援護法指定医療機関                           |
| 原子爆弾被害者医療指定医療機関                 | 原子爆弾被害者一般疾病医療取扱医療機関                   |
| 地域周産期母子医療センター                     | 公害医療機関                                             |
| 母体保護法指定医の配置されている医療機関       | がんゲノム医療中核拠点病院等                             |
| 地域医療支援病院                               | 災害拠点病院（地域）                                     |

- 公益財団法人日本医療機能評価機構認定病院[7]
- このほか、各種法令による指定・認定病院であるとともに、各学会の認定施設でもある。

## 交通アクセス
- JR山陽本線・JR岩徳線「岩国駅」またはJR山陽本線「南岩国駅」下車、バスまたはタクシー[8]。
  - バス：いわくにバス乗車、「岩国医療センター」停留所下車
- JR山陽新幹線「新岩国駅」下車、タクシーで約15分[8]。